# 湯澄波

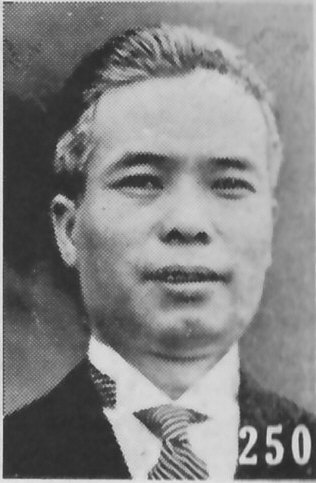
汤澄波

汤澄波（1902年—1969年），广东番禺人。中國譯者。

## 生平
1922年，汤澄波与叶启芳合译英国《圣经之文学研究》。
1923年，汤澄波翻译《梅脱灵戏曲集》，又與刘思慕、叶启芳等组建文学研究会广州分会，创办《广州文学旬刊》。
1923年6月，擔任《广州民国日报》编辑。
1925年1月，汤澄波译述的著作《小说的研究》出版。
1926年，汤澄波在黄埔军校第四期任政治教官，並为黄埔军校编纂政治讲义丛书《各国革命运动概论》、《中国国民党与劳动运动》等。
1927年，汤澄波离开军校以后在上海虹口结婚。此時汤澄波又翻譯《资本论概要》、《英国社会主义史》、《美国社会史》等著作。
1945年，汤澄波前往香港。1947年，汤澄波请何香凝、李济深、蒋光鼐等來家中吃飯。1969年，汤澄波在香港去世。
1974年，汤澄波的骨灰由香港运至北京八宝山落葬。